# Хоккейные папы
«Хоккейные папы» — российский спортивный фильм режиссёра Андрея Булатова.
Снят по его же сценарию, написанному совместно с Екатериной Михайловой. Музыку к фильму написал композитор Алексей Чинцов. Вышел в российский кинопрокат 23 ноября 2023 года.
Фильм получил высокие рейтинги и вошёл в число 250-ти лучших фильмов мира по версии ведущего онлайн-сервиса «Кинопоиск», а также занял высокие позиции на основных интернет-платформах.

## Сюжет
Согласно опубликованному синопсису фильм рассказывает о тренере детской хоккейной команды по имени Андрей, который внезапно узнаёт о том, что ледовый дворец, в котором тренируются дети, участники его команды, планируют снести.
И лишь победа в хоккейном турнире способна спасти дворец от сноса, но Андрей ограничен во времени — у него всего лишь несколько месяцев на сбор и подготовку команды. Родители юных игроков принимают решение выйти на лёд и сразиться за их будущее.
Фильм «Хоккейные папы» — это, с одной стороны, история о взаимоотношениях обычных людей, для которых хоккей не просто зрелище или хобби, а важнейший элемент жизни; с другой – семейная история, поднимающая вечную проблему «отцов и детей»; и хоккей становится тем объединяющим фактором, который позволяет достичь взаимопонимания.

## В ролях
| Актёр               | Роль                           |
| ------------------- | ------------------------------ |
| Алексей Бардуков    | Андрей                         |
| Анна Чиповская      | Света                          |
| Михаил Пореченков   | папа Вадима                    |
| Юрий Чурсин         | Игорь                          |
| Алексей Кравченко   | Анатолий Петрович              |
| Владислав Ветров    | отец Игоря                     |
| Сергей Перегудов    | Паша                           |
| Александр Обласов   | папа Дениса                    |
| Полина Гагарина     | известная певица из Москвы     |
| Даниил Вахрушев     | Артём                          |
| Андрей Феськов      | Виталий Евгеньевич             |
| Андрей Булатов      | Костя                          |
| Арина Постникова    | Ася                            |
| Анжелика Печка      | Света в юности                 |
| Фёдор Парамонов     | Денис Милин                    |
| Артём Башенин       | Пашка                          |
| Никита Табунщик     | Игорь в юности                 |
| Василий Мищенко     | Лев Борисович                  |
| Владимир Левченко   | Илья, сын Павла                |
| Александр Мохов     | тренер из Москвы               |
| Максим Сапрыкин     | Андрей в юности                |
| Андрей Иванов       | рефери                         |
| Грант Амирян        | эпизод (в титрах не указан)    |
| Марк Румянцев       | Дима                           |
| Александр Мазаев    | папа, болельщик                |
| Дима Рубин          | инспектор ДПС                  |
| Марк Бадаев         | второй сын                     |
| Ирина Сердечная     | Людмила                        |
| Роман Мигурский     | судья на матче                 |
| Василий Седых       | заказчик пиццы                 |
| Марк-Малик Мурашкин | Саша                           |
| Артём Божутин       | Миша                           |
| Ангелина Павлова    | Лиза                           |
| Татьяна Шитова      | жена Павла                     |
| Гия Гагуа           | водитель автовышки             |
| Анатолий Лобоцкий   | папа Артёма                    |
| Александр Клюквин   | шеф папы Вадима                |
| Александр Асташенок | директор радио в Москве        |
| Олеся Судзиловская  | известная ведущая Олеся        |
| Юлианна Караулова   | камео                          |
| Денис Клявер        | камео                          |
| Александр Якушев    | камео                          |
| Вячеслав Фетисов    | камео                          |
| Константин Крюков   | известный ведущий Константин   |
| Александр Удалов    | водитель папы Вадима           |
| Сергей Соцердотский | друг Кости                     |
| Павел Шевандо       | Вася                           |
| Андрей Бутин        | директор радио в Сосновом Бору |
| Андрей Гальченко    | бармен                         |
| Фёдор Немцев        | официант                       |
| Савелий Кудряшов    | болельщик                      |
| Олег Ивашкин        | дублер                         |
| Никита Михайлов     | Вадим Шмелёв                   |
| Роман Сафин         | Сёма                           |
| Михаил Коновалов    | рабочий                        |
| Максим Чуканов      | папа                           |

## Производство
Съёмки фильма проходили осенью 2023 года, а ряда его эпизодов — в студии «Авторадио» на территории «Газпром-Медиа Радио».
Результат этой работы — динамичный яркий фильм, который видит зритель, — восхищает, особенно, когда видишь, каким тяжёлым трудом давался весь процесс. Вот мы погрузились на один день во все это и теперь можем оценить, что стоит за красивым мифом о легкости бытия актёров, режиссёров и всей съёмочной группы,
 — говорит Татьяна Гордеева, ведущая «Авторадио».
Актёры были вынуждены активно тренироваться за 6 месяцев до съёмок, чтобы выглядеть в кадре максимально реалистично.
В шесть утра мы выходили на лёд, специально приезжали с баулами и клюшками. Тренировались до театра и другой нашей основной работы, все актёры очень ответственно отнеслись к подготовке. Нас тренировал друг, товарищ и коллега Саша Мартьянов, который снимался с нами в кино,
 — сказал Михаил Пореченков.
Исполнитель главной роли Алексей Бардуков сказал, что для него хоккей — это важная часть российской культуры, а также мужской и сильный вид спорта, но подготовиться к роли было трудно.
Это очень сложно. Совершенно другие мышцы задействуются. Пока ты надеваешь эту форму, уже семь потов с тебя сходит,
 — рассказал журналистам актёр.

## Релиз
Премьера состоялась в московском кинотеатре «Октябрь» 22 ноября 2023 года, в российский кинопрокат вышел 23 ноября 2023 года: в первый уикенд стартовав на 2-й строчке проката, во второй уйкенд был на 3-й, в третий на 6-й, лишь через месяц выбыв из ТОП-10, всего за два месяца проката фильм посмотрели 549 525 зрителей, общие кассовые сборы составили 161 240 003 ($ 1 821 921).

## Участие в фестивалях
- 2023 год — Диплом «За добрый и светлый фильм» на  XXIX Международном фестивале «Кино – Детям»
- 2024 год — Лучший фильм на VII Премии СБК
- 2024 год — Гран-при XXII Международного фестиваля спортивного кино
- 2024 год — Лучший фильм для детей на Большом детском фестивале
- 2024 год — Приз за «Лучший сценарий» и Приз «За лучший актёрский ансамбль» на X Международном кинофестивале «Отцы и Дети

## Рецензии
- Борис Гришин — Рецензия на фильм «Хоккейные папы» // Кино Mail, 24 ноября 2023
- Анна Сергеева — Рецензия на фильм «Хоккейные папы»: драма на льду и за его пределами // Sports, 11 октября 2024
- Александр Колесников — Рецензия на фильм «Хоккейные папы» // ИВИ, 14 января 2024